# Distretto di Chirang
Il distretto di Chirang  è un distretto dello stato dell'Assam, in India. Il suo capoluogo è Kajalgaon.
Il distretto fa parte del Bodoland Territorial Council ed è stato creato separandolo dal distretto di Bongaigaon.